# Franz Algermann
Franz Algermann, auch Franciscus Algerman (* 1548 in Celle; † 26. Juli 1613 in Wolfenbüttel) war ein deutscher Kantor, Landfiskal, Notar und Schriftsteller.

## Leben
Franz Algermann wurde 1548 in Celle geboren. Er war der Sohn des Beedenbosteler Pfarrers Magister Johann Algermann und dessen Ehefrau Maria, Tochter des Celler Reformators Urbanus Rhegius. Er studierte ab 1566 in Wittenberg und ab 1568 in Straßburg. Dort gehörte D. Ernst Regius, Professor für griechische Sprache und Recht, zu seinen akademischen Lehrern. Ab 1569 war Algermann kurze Zeit als Lehrer an St. Aegidien in Braunschweig tätig, bevor er seine Studien in Wittenberg und Frankfurt (Oder) weiterführte. Dort beendete er seine vermutlich theologischen Studien, ohne nachfolgend ein Pfarramt zu übernehmen. Er war nach Studienabschluss zwei Jahre in der Brandenburger Neustadt als Kantor tätig, bevor er als Schreib- und Rechenlehrer in Helmstedt arbeitete. Er ging 1575 an den herzoglichen Hof nach Wolfenbüttel, wo er als Kantor, Bassist und Kanzleischreiber wirkte. Algermann heiratete 1578 die Tochter des an der Braunschweiger Martinikirche tätigen Organisten Thomas Kelner. Im Jahr 1580 wurde er durch den Vizerektor der Universität Helmstedt zum Notar ernannt. Es folgte 1581 die Bestallung zum Fiskal in peinlichen und in Grenzsachen durch Herzog Julius.
Gemeinsam mit dem Baumeister Paul Francke, dem Hofrat Abel Ruck († 1596) und dem Formschneider Georg Scharfenberg aus Görlitz schuf Algermann im Jahr 1582 in herzoglichem Auftrag ein großformatiges, bebildertes und mit Preisgedichten versehenes Stammtafelwerk über das Welfenhaus. Es sind zwei Exemplare überliefert, davon eines in der Herzog August Bibliothek (HAB Graph. A4:18, 19) und eines im Staatsarchiv Wolfenbüttel (StA Wf 26 Slg 253 R). Im Jahr 1583 nahm Algermann während des Quedlinburger Kolloquiums an den Beratungen über die Konkordienformel teil. Er wurde mit Aufgaben der Landesprospektion und Landvermessung im Fürstentum Braunschweig-Wolfenbüttel betraut. Infolge dieser Tätigkeit entstand seine 1584 publizierte Beschreibung des Amtes Wolfenbüttel.
Nach dem Tod Herzog Julius’ im Jahr 1589 trat dessen Sohn Heinrich Julius die Regierung an. Bei diesem fiel Algermann zeitweise in Ungnade, so dass er 1590 um den Abschied aus herzoglichen Diensten bat. Er war nachfolgend in Wolfenbüttel als Notar tätig, ging seinen kirchenmusikalischen Interessen und schriftstellerischen Arbeiten nach und wurde zeitweilig auch zu herzoglichen Kommissionen herangezogen. So war er 1605 Mitglied in der Verhandlungskommission in der Auseinandersetzung mit der Stadt Braunschweig. Zu Algermanns bekanntesten Schriften zählt seine 1598 verfasste Biographie über Herzog Julius, die 1822 von Friedrich Karl von Strombeck veröffentlicht wurde.
Algermann starb im Juli 1613 in Wolfenbüttel, wo er am 26. Juli auf dem Friedhof in der Heinrichstadt beigesetzt wurde.

## Schriften (Auswahl)
- Wahrhaftige und in bewährten Historien wohl begründete Genealogie, Wolfenbüttel 1584.
- Ephemeris hymnorum ecclesiasticorum ex patribus selecta, Helmstedt 1596.
- Lebensbeschreibung des Herzogs Julius von Braunschweig. In: Friedrich Karl von Strombeck (Hrsg.): Feier des Gedächtnisses der vormahligen Hochschule Julia Carolina zu Helmstedt, Helmstedt 1822. (Digitalisat)
- Himmlische Cantorei d. i. Psalmen Davids, Gesangsweise, Hamburg 1604.
- Kurtzer Extract oder Außzug auß etl. berühmten Historien und andern Urkunden von Erbawung der Stadt Braunschweig etc., 1605. (Digitalisat)
- Cithara Davidis, Wolfenbüttel 1610.